# Pleurone
Pleurone (in greco antico: Πλευρών?, Pleurṑn) è un personaggio della mitologia greca. Fu l'eponimo della città di Pleurone.

## Genealogia
Figlio di Etolo e di Pronoe, sposò Santippe e divenne padre di Agenore e Sterope, Laofonte e Stratonice.

## Mitologia
È il fondatore ed eponimo della città stato di Pleurone e per la sua discendenza era considerato nell'intera Laconia, infatti da lui discenderanno i Dioscuri.